# Гейман, Григорий Ефимович
Григорий Ефимович Гейман (нем. Hertz, Heinrich-Gregor; 1771—1843) — немецкий медик, доктор медицины и педагог; директор Оспопрививательного института, член-учредителель Виленского медицинского общества, надворный советник.

## Биография
Григорий Гейман родился в 1771 году в Германии. В 1807 году он прибыл в Вильну по вызову русского правительства, приглашавшего врачей для оказания помощи больным и раненым солдатам Русской императорской армии. 
Не будучи профессором, некоторое время читал в Виленском университете частным образом лекции по патологии, которые позднее издал под заглавием: «Pathologiae medicae elementa» (Wilno і Warszawa, 1811). Одновременно с этим служил врачом в Виленском почтамте и был директором Оспопрививательного института. 
Также Гейман являлся членом-учредителем Виленского медицинского общества. 
Затем, поселившись в Москве, Гейман работал консультантом в Мариинской больнице. 
Григорий Ефимович Гейман умер 17 (29) марта 1843 года в городе Москве и был погребен на Иноверческом кладбище в Москве.
Его сын, Родион Григорьевич, остался в России и пошёл по стопам отца посвятив свою жизнь медицине и став профессором Московского университета. Дочь, Анна Григорьевна (1800—1888) была замужем за П. И. Патоном.